# Caoshan Benji
Caoshan Benji (chiń. 曹山本寂, pinyin Cáoshān Běnjì; kor. 조산본적 Chosan Ponjŏk; jap. Sōzan Honjaku; wiet. Tào Sơn Bản Tịch; ur. 840 w Quanzhou, zm. 901) – mistrz chan, współzałożyciel szkoły chan caodong. 12 pokolenie mistrzów od Bodhidharmy.

## Życiorys
Urodził się w Putian w Quanzhou w prowincji Fujian w rodzinie Huang. W młodości studiował konfucjanizm. Opuścił dom mając 19 lat i wstąpił do klasztoru Lingshi w Futang w Fuzhou. W wieku 25 lat został mnichem i uczniem, wkrótce głównym, mistrza chan Dongshana Liangjie, którego spotkał na górze Dong w Gao’an w prow. Jianxi. Stał się współzałożycielem szkoły chan caodong, jednej z Pięciu Domów Chan.
Po kilku latach i po otrzymaniu przekazu Dharmy opuścił swego mistrza i w Fuzhou założył nowy klasztor, który nazwał Caoshan (góra Cao), na cześć Szóstego Patriarchy Huinenga, którego klasztor nosił nazwę Caoxi (Strumień Cao). Następnie przeniósł się na górę Heyu i prawdopodobnie również zmienił nazwę na Caoshan.
W nauczaniu używał systemu wuwei (pięciu rang, relacji) Dongshana, co pomogło w jego rozprzestrzenieniu i w wyodrębnieniu się stylu nauczania szkoły caodong od innych.
Pewnej nocy 901 roku zapytał głównego mnicha klasztoru: „Jaki jest dziś dzień?” Mnich odparł: „Dziś jest piętnasty dzień szóstego miesiąca.” Caoshan powiedział: „W ciągu mego życia, kiedy wędrowałem pieszo, nie zatrzymywałem się nigdzie dłużej niż na dziewięćdziesiąt dni.” Następnego ranka Mistrz Caoshan zmarł. Jego uczniowie zbudowali stupę na relikwie. Dwór cesarski nadał mistrzowi pośmiertne imię Yuanzheng a stupa otrzymała nazwę Fuyuan.
Miał 14 oświeconych uczniów, z których najwybitniejszy był Yunju Daoying (830–902), który jest jednak uważany za ucznia Dongshana.
Pojawia się w Zapiskach Wielkiego Spokoju w przypadkach 52, 56, 73 i 98, w Bezbramnej bramie w przypadku 10.

## Linia przekazu Dharmy zen
Fragment linii przekazu Dharmy. Uczeń Yunju Daoyinga Koreańczyk Taekyŏng Yŏŏm był bratem w Dharmie Tong’ana Daoyinga, 42 pokoleniem od 1 Patriarchy Mahakaśjapy, 14 pokoleniem od Bodhidharmy i 1 pokoleniem jego nowej linii koreańskiej.
- 38/11. Dongshan Liangjie (807–869)
  - 40/13. Yunju Daoying (830–902)
    - 41/14. Tong’an Daopi (bd) (także Daoying)
    - 41/14/1. Taekyŏng Yŏŏm (862–930) Korea

  - 39/12. Caoshan Benji (840–901)
    - 40/13. Yuezhou Qianfeng (bd)